# Panthea
Panthea è un film muto del 1917 diretto da Allan Dwan. Il nome del regista appare anche quale sceneggiatore (insieme a Mildred Considine) e produttore (insieme a Joseph M. Schenck e a Norma Talmadge). La sceneggiatura del film si basa sull'omonimo lavoro teatrale di Monckton Hoffe, andato in scena in prima a Londra nel 1913 e a Broadway il 23 marzo 1914.

## Trama

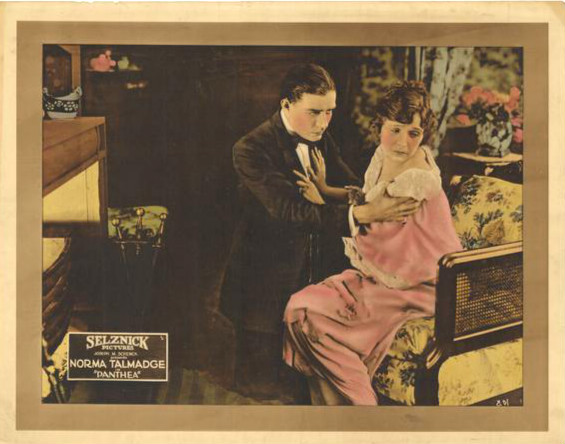
Earle Foxe e Norma Talmadge

Panthea Romoff è una giovane e brillante pianista russa sposata al compositore inglese Gerard Mordaunt. Suo marito, in grave crisi, sta addirittura perdendo la ragione a causa di una sua opera che non riesce a fare rappresentare. Vedendo la sofferenza di Gerard, Panthea giunge a sacrificarsi cedendo alle voglie del barone de Duisitor a patto che l'opera possa arrivare ad essere messa in scena. L'opera riscuote un grande successo ma Panthea non riesce a goderne perché viene arrestata a causa di un suo presunto coinvolgimento in un complotto nichilista. La donna, condannata, viene deportata in Siberia. Gerard, venuto a conoscenza delle condizioni alle quali è riuscito ad ottenere il tanto sospirato successo, dapprima si ribella. Ma poi, comprendendo la grandezza del sacrificio della moglie, la segue in Siberia. Nel frattempo suo padre riesce, attraverso la propria influenza politica, a ottenere il perdono per la coppia. I due vengono liberati e, raggiunta, l'Inghilterra, possono ricominciare da capo la loro vita.

## Produzione
Il film fu prodotto dalla Norma Talmadge Film Corporation. Fu il primo film che Norma Talmadge girò per Selznick e venne girato nei vecchi studi della Biograph di New York.

## Distribuzione
Il copyright del film, richiesto dalla Norma Talmadge Film Corp., fu registrato l'8 gennaio 1917 con il numero LP9961.

Distribuito dalla Lewis J. Selznick Enterprises, il film uscì nelle sale statunitensi il 7 gennaio 1917. In Danimarca, fu distribuito il 24 marzo 1919.
La Selznick curò in seguito una riedizione del film che uscì negli Stati Uniti il 2 agosto 1920.
Non si conoscono copie ancora esistenti della pellicola che viene considerata presumibilmente perduta.